# Rejon dnieprzański (1928–2020)
Rejon dnieprzański (ukr. Дніпровський район) – jednostka administracyjna wchodząca w skład obwodu dniepropetrowskiego Ukrainy.
Rejon utworzony w 1965 roku, ma powierzchnię 1388 km² i liczy około 78 tysięcy mieszkańców. Siedzibą władz rejonu jest Dniepr.
Na terenie rejonu znajdują się 1 miejska rada, 2 osiedlowe rady i 14 rad wiejskich, obejmujących w sumie 34 wsie i 6 osad.